# Ішар-Даму
Ішар-Даму (*д/н — 2320 до н. е. або 2213 до н. е.) — малікум (цар-жрець) Ебли в 2340—2320 роках до н. е. (за іншою хронологією панував в 2245—2213 роках до н. е.). Держава набула найбільшого розширення.

## Життєпис
Один з молодших синів малікума Іркаб-Даму. Його матір'ю була цариця (маліктум) Дусігу, яка після смерті чоловіка за підтримки впливового лугаля сага (візира) Ібріума зуміла домогтися оголошення Ішар-Даму новим малікумом. Фактична влада зосередилася в Дусігу і Ібріума. Останній придушив заворушення, що почалися після смерті Іркаб-Даму. Потім підкорив місто-державу Армі(сучасне місто Тель-Базі). За цим остаточно, без особливого спротиву, приєднано міста-держави Бурман, Туттул і Хадду. Зміцнено владу над областю Апу з Дімашку.
З державою Нагар (східніше за Євфратом) уклали військово-політичний союз, закріплений шлюбом між донькою малікума Тагріш-Даму, і Ультум-Хуху, спадкоємцем трону Нагала. Це викликало невдоволення держави Марі, війська якої завдали тяжкої поразки Нагалю. В подальшому почалося протистояння з Марі, що бажало перервати прямі торгівельні зв'язки еблаїтських купців південним Міжріччям.
На 18-му році панування помер лугаль саза Ібріум, але посаду його успадкував Іббі-Сіккір. Через 3 роки померла Дусігу. Лише з цього часу Ішар-даму перебрав повну владу. Продовжив загарбницьку політику. Було підкорено державу Алалах.
На 31-му році панування Ішар-Даму укладено союз з шумерською державою Кіш, спрямований проти Марі. До нього доєднався Нагал. Союзне військо у битвах біля Туттулом, Халабіта і Терка завдало поразок армії Марі, але ворожу столицю не вдалося захопити. За цим малікум придушив заколот Армі, цар якого підбурювався Ікун-Ішаром, правителем Марі.
Невдовзі помер. Трон перейшов до його сина Ір'ак-Даму.